# Анка Пађен
Анка Пађен (Црно, код Цриквенице, 9. јануар 1924 — Лешће, код Карловца, 10. март 1945) била је учесница Народноослободилачке борбе и народни херој Југославије.

## Биографија
Рођена је 9. јануара 1924. године у селу Црном, код Цриквенице.
С непуних тринаест година пошла је из свог родног села да ради у Брибиру, како би зарадом помогла болесноме оцу и мајци да преживе. Помагала је у кући једне кројачице. Рат ју је затекао у Цриквеници где се запослила 1940. године као конобарица.
Почела је да сарађује с Народноослободилачким покретом од првих дана оружаног устанка. У пролеће 1942. године, затражила је да пође у партизане, те се придружила борцима Леденичке чете. Ускоро је затражила од командира чете да пође у батаљон „Љубица Геровац“ команданта Срђана Узелца, који је у то време водио жестоке битке по Лици.
Када је у октобру 1942. године била основана Шеста ударна бригада НОВ Хрватске, Анка се налазила у њеној Првој чети Четвртог омладинског батаљона. Почетком 1943. године, затражила је да буде премештена из Четвртог омладинског у Други ударни батаљон.
У фебруару 1943. године, након тешких борби на Вељуну, Пребоју и Љубову, постала је командирка вода. Неколико дана касније, заједно с још неколицином скојеваца-бомбаша била је примљена је у чланство Комунистичке партије Југославије. После неколико месеци, била је постављена за командирку чете.
Када се, у јануару 1944. године водила битка за рањенике код Дрежнице, Анка је, јуришајући са својом четом, била рањена и остала без леве шаке. У мају 1944, у Дрвару на Другом конгресу УСАОЈ-а, била је изабрана за чланицу Централног одбора УСАОЈ-а.
Крајем 1944. године, била је унапређена у чин поручника и послана на рад као обавештајна официрка у команду Приморско-горанског подручја. Ускоро је поновно затражила да се врати у чету.
Погинула је 10. марта 1945. године, као припадник 43. истарске дивизије, у борби са усташама за ослобођење Карловца.
Указом Президијума Народне скупштине ФНР Југославије 20. децембра 1951. проглашена је за народног хероја.